# 滙豐 (新西蘭分行)
滙豐為全球最大銀行之一，於1995年開始於紐西蘭業務，設立了HSBC Finance Company Limited。目前滙豐於紐西蘭有5間分行，主力房屋貸款、信用卡、儲蓄、外幣、保險及私人銀行業務。
滙豐對紐西蘭華人客戶甚為重視，每間分行都有懂得說廣東話及普通話的職員。